# Israël op de Olympische Zomerspelen 2024
Israël nam deel aan de Olympische Zomerspelen 2024 in Parijs, Frankrijk.

## Medailleoverzicht
| Medaille | Naam                                                                  | Sport                | Onderdeel              | Datum            |
| -------- | --------------------------------------------------------------------- | -------------------- | ---------------------- | ---------------- |
| Goud     | Tom Reuveny                                                           | Zeilen               | IQFoil (m)             | 3 augustus 2024  |
|          |                                                                       |                      |                        |                  |
| Zilver   | Inbar Lanir                                                           | Judo                 | Half zwaar -78 kg (v)  | 1 augustus 2024  |
| Zilver   | Raz Hershko                                                           | Judo                 | Zwaar +78 kg (v)       | 2 augustus 2024  |
| Zilver   | Sharon Kantor                                                         | Zeilen               | IQFoil (v)             | 3 augustus 2024  |
| Zilver   | Artem Dolgopyat                                                       | Turnen               | Vloer (v)              | 3 augustus 2024  |
| Zilver   | Ofir Shaham Diana Svertsov Adar Friedmann Romi Paritzki Shani Bakanov | Ritmische gymnastiek | team (v)               | 10 augustus 2024 |
|          |                                                                       |                      |                        |                  |
| Brons    | Peter Paltchik                                                        | Judo                 | Half zwaar -100 kg (m) | 1 augustus 2024  |

## Aantal Deelnemers
Hieronder volgt een overzicht van de atleten die zich reeds gekwalificeerd hebben voor de Olympische Zomerspelen van 2024.
| Sport            | Mannen | Vrouwen | Totaal |
| ---------------- | ------ | ------- | ------ |
| Atletiek         | 4      | 2       | 6      |
| Badminton        | 1      | 0       | 1      |
| Boogschieten     | 1      | 1       | 2      |
| Gymnastiek       | 1      | 7       | 8      |
| Judo             | 5      | 7       | 12     |
| Paardensport     | 2      | 2       | 4      |
| Schermen         | 1      | 0       | 1      |
| Schietsport      | 1      | 0       | 1      |
| Surfen           | 0      | 1       | 1      |
| Synchroonzwemmen | 0      | 2       | 2      |
| Taekwondo        | 0      | 1       | 1      |
| Triatlon         | 1      | 0       | 1      |
| Voetbal          | 18     | 0       | 18     |
| Wielersport      | 3      | 1       | 4      |
| Zeilen           | 4      | 4       | 8      |
| Zwemmen          | 12     | 6       | 18     |
| totaal           | 54     | 34      | 88     |

## Deelnemers en Resultaten

### Atletiek

#### Loopnummers
Mannen
| atleet           | onderdeel | voorronde | voorronde | series | series | herkansingen | herkansingen | halve finale   | halve finale   | finale         | finale         |
| atleet           | onderdeel | tijd      | rang      | tijd   | rang   | tijd         | rang         | tijd           | rang           | tijd           | rang           |
| ---------------- | --------- | --------- | --------- | ------ | ------ | ------------ | ------------ | -------------- | -------------- | -------------- | -------------- |
| Blessing Afrifah | 200m      | n.v.t.    | n.v.t.    | 20,78  | 5 H    | 20,88        | 4            | niet geplaatst | niet geplaatst | niet geplaatst | niet geplaatst |
| Girmaw Amare     | marathon  | n.v.t.    | n.v.t.    | n.v.t. | n.v.t. | n.v.t.       | n.v.t.       | n.v.t.         | n.v.t.         | 2.12.51 SB     | 44             |
| Gashau Ayale     | marathon  | n.v.t.    | n.v.t.    | n.v.t. | n.v.t. | n.v.t.       | n.v.t.       | n.v.t.         | n.v.t.         | 2.11.36        | 31             |
| Maru Teferi      | marathon  | n.v.t.    | n.v.t.    | n.v.t. | n.v.t. | n.v.t.       | n.v.t.       | n.v.t.         | n.v.t.         | 2.10.42 SB     | 26             |

Vrouwen
| atlete                 | onderdeel | series | series | kwartfinale | kwartfinale | halve finale | halve finale | finale     | finale |
| atlete                 | onderdeel | tijd   | rang   | tijd        | rang        | tijd         | rang         | tijd       | rang   |
| ---------------------- | --------- | ------ | ------ | ----------- | ----------- | ------------ | ------------ | ---------- | ------ |
| Lonah Chemtai Salpeter | marathon  | n.v.t. | n.v.t. | n.v.t.      | n.v.t.      | n.v.t.       | n.v.t.       | 2.26.08 SB | 9      |
| Maor Tiyouri           | marathon  | n.v.t. | n.v.t. | n.v.t.      | n.v.t.      | n.v.t.       | n.v.t.       | 2.33.37    | 49     |

### Badminton
Mannen
| atleet          | onderdeel | groepsfase                   | groepsfase            | groepsfase           | groepsfase | eliminatie           | kwartfinale          | halve finale         | finale / BM          | finale / BM    |
| atleet          | onderdeel | tegenstander uitslag         | tegenstander uitslag  | tegenstander uitslag | rang       | tegenstander uitslag | tegenstander uitslag | tegenstander uitslag | tegenstander uitslag | rang           |
| --------------- | --------- | ---------------------------- | --------------------- | -------------------- | ---------- | -------------------- | -------------------- | -------------------- | -------------------- | -------------- |
| Misha Zilberman | enkelspel | Nguyen V 17-21, 21-19, 13-21 | Axelsen V 9-21, 11-21 | Dahal W 21-12, 21-10 | 3          | niet geplaatst       | niet geplaatst       | niet geplaatst       | niet geplaatst       | niet geplaatst |

### Boogschieten
Mannen
| atleet   | onderdeel   | plaatsingsronde | plaatsingsronde | eerste ronde         | tweede ronde         | derde ronde          | kwartfinale          | halve finale         | finale / BM          | finale / BM    |
| atleet   | onderdeel   | score           | rang            | tegenstander uitslag | tegenstander uitslag | tegenstander uitslag | tegenstander uitslag | tegenstander uitslag | tegenstander uitslag | rang           |
| -------- | ----------- | --------------- | --------------- | -------------------- | -------------------- | -------------------- | -------------------- | -------------------- | -------------------- | -------------- |
| Roy Dror | individueel | 655             | 42              | Wijler V 2 - 6       | niet geplaatst       | niet geplaatst       | niet geplaatst       | niet geplaatst       | niet geplaatst       | niet geplaatst |

Vrouwen
| atleet         | onderdeel   | plaatsingsronde | plaatsingsronde | eerste ronde         | tweede ronde         | derde ronde          | kwartfinale          | halve finale         | finale / BM          | finale / BM    |
| atleet         | onderdeel   | score           | rang            | tegenstander uitslag | tegenstander uitslag | tegenstander uitslag | tegenstander uitslag | tegenstander uitslag | tegenstander uitslag | rang           |
| -------------- | ----------- | --------------- | --------------- | -------------------- | -------------------- | -------------------- | -------------------- | -------------------- | -------------------- | -------------- |
| Mikaella Moshe | individueel | 660             | 18              | Amăistroaie V 1 - 7  | niet geplaatst       | niet geplaatst       | niet geplaatst       | niet geplaatst       | niet geplaatst       | niet geplaatst |

Gemengd
| atleet                  | onderdeel | plaatsingsronde | plaatsingsronde | eerste ronde         | kwartfinale          | halve finale         | finale / BM          | finale / BM |
| atleet                  | onderdeel | score           | rang            | tegenstander uitslag | tegenstander uitslag | tegenstander uitslag | tegenstander uitslag | rang        |
| ----------------------- | --------- | --------------- | --------------- | -------------------- | -------------------- | -------------------- | -------------------- | ----------- |
| Roy Dror Mikaella Moshe | team      | 1315            | 18              | niet geplaatst       | niet geplaatst       | niet geplaatst       | niet geplaatst       | 18          |

### Gymnastiek

#### Turnen
Mannen
| atleet          | onderdeel       | kwalificatie | kwalificatie | kwalificatie | kwalificatie | kwalificatie | kwalificatie | kwalificatie | kwalificatie | finale  | finale         | finale  | finale  | finale  | finale  | finale | finale         |
| atleet          | onderdeel       | toestel      | toestel      | toestel      | toestel      | toestel      | toestel      | totaal       | positie      | toestel | toestel        | toestel | toestel | toestel | toestel | totaal | positie        |
| atleet          | onderdeel       | vloer        | voltige      | ringen       | sprong       | brug         | rekstok      | totaal       | positie      | vloer   | voltige        | ringen  | sprong  | brug    | rekstok | totaal | positie        |
| --------------- | --------------- | ------------ | ------------ | ------------ | ------------ | ------------ | ------------ | ------------ | ------------ | ------- | -------------- | ------- | ------- | ------- | ------- | ------ | -------------- |
| Artem Dolgopyat | vloer           | 14,466       | n.v.t.       | n.v.t.       | n.v.t.       | n.v.t.       | n.v.t.       | n.v.t.       | 7 Q          | 14,966  | n.v.t.         | n.v.t.  | n.v.t.  | n.v.t.  | n.v.t.  | n.v.t. | Zilver         |
| Artem Dolgopyat | paard met bogen | n.v.t.       | 13,000       | n.v.t.       | n.v.t.       | n.v.t.       | n.v.t.       | n.v.t.       | 46           | n.v.t.  | niet geplaatst | n.v.t.  | n.v.t.  | n.v.t.  | n.v.t.  | n.v.t. | niet geplaatst |

Vrouwen
| Turnster(s) | Onderdeel | Kwalificatie  | Kwalificatie | Kwalificatie | Kwalificatie | Kwalificatie | Kwalificatie | Finale         | Finale         | Finale         | Finale         | Finale         | Finale         |
| Turnster(s) | Onderdeel | Toestel       | Toestel      | Toestel      | Toestel      | Totaal       | Plaats       | Toestel        | Toestel        | Toestel        | Toestel        | Totaal         | Plaats         |
| Turnster(s) | Onderdeel | Sprong        | Brug         | Balk         | Vloer        | Totaal       | Plaats       | Sprong         | Brug           | Balk           | Vloer          | Totaal         | Plaats         |
| ----------- | --------- | ------------- | ------------ | ------------ | ------------ | ------------ | ------------ | -------------- | -------------- | -------------- | -------------- | -------------- | -------------- |
| Lihie Raz   | meerkamp  | 13,666 13,449 | 12,833       | 12,300       | 12,833       | 51,632       | 31 R1        | niet geplaatst | niet geplaatst | niet geplaatst | niet geplaatst | niet geplaatst | niet geplaatst |

#### Ritmisch
| atlete         | onderdeel   | kwalificatie | kwalificatie | kwalificatie | kwalificatie | kwalificatie | kwalificatie | finale | finale | finale  | finale | finale  | finale |
| atlete         | onderdeel   | hoepel       | bal          | knotsen      | lint         | totaal       | rang         | hoepel | bal    | knotsen | lint   | totaal  | rang   |
| -------------- | ----------- | ------------ | ------------ | ------------ | ------------ | ------------ | ------------ | ------ | ------ | ------- | ------ | ------- | ------ |
| Daria Atamanov | individueel | 33,250       | 32,700       | 32,100       | 32,400       | 130,450      | 7 Q          | 35,200 | 31,800 | 33,850  | 33,000 | 133,850 | 5      |

| atleten                                                               | onderdeel | kwalificatie | kwalificatie         | kwalificatie | kwalificatie | finale   | finale               | finale | finale |
| atleten                                                               | onderdeel | 5 linten     | 3 knotsen, 2 hoepels | totaal       | rang         | 5 linten | 3 knotsen, 2 hoepels | totaal | rang   |
| --------------------------------------------------------------------- | --------- | ------------ | -------------------- | ------------ | ------------ | -------- | -------------------- | ------ | ------ |
| Ofir Shaham Diana Svertsov Adar Friedmann Romi Paritzky Shani Bakanov | team      | 35,250       | 31,900               | 67,150       | 6 Q          | 35,600   | 33,250               | 68,850 | Zilver |

### Judo
Mannen
| atleet          | onderdeel | eerste ronde         | tweede ronde           | derde ronde             | kwartfinale          | halve finale         | herkansing           | finale / BM          | finale / BM    |
| atleet          | onderdeel | tegenstander uitslag | tegenstander uitslag   | tegenstander uitslag    | tegenstander uitslag | tegenstander uitslag | tegenstander uitslag | tegenstander uitslag | rang           |
| --------------- | --------- | -------------------- | ---------------------- | ----------------------- | -------------------- | -------------------- | -------------------- | -------------------- | -------------- |
| Yam Wolczak     | −60 kg    | n.v.t.               | Kisoka W 10 - 00       | Sardalashvili V 00 - 11 | niet geplaatst       | niet geplaatst       | niet geplaatst       | niet geplaatst       | niet geplaatst |
| Baruch Shmailov | −66 kg    | n.v.t.               | Boushita W 01 - 00     | Emomali V 00 - 01       | niet geplaatst       | niet geplaatst       | niet geplaatst       | niet geplaatst       | niet geplaatst |
| Tohar Butbul    | −73 kg    | n.v.t.               | Dris W DSQ             | Heydarov V 00 - 01      | niet geplaatst       | niet geplaatst       | niet geplaatst       | niet geplaatst       | niet geplaatst |
| Sagi Muki       | −81 kg    | bye                  | Cavelius W 10 - 00     | Lee J-h V 00 - 10       | niet geplaatst       | niet geplaatst       | niet geplaatst       | niet geplaatst       | niet geplaatst |
| Peter Paltchik  | −100 kg   | n.v.t.               | Gonchigsüren W 10 - 00 | Diesse W 10 - 00        | Kotsoiev V 00 - 01   | niet geplaatst       | Korrel W 10 - 00     | Eich W 01 - 00       | Brons          |

Vrouwen
| atlete            | onderdeel | eerste ronde           | tweede ronde         | kwartfinale          | halve finale         | herkansing           | finale / BM          | finale / BM    |
| atlete            | onderdeel | tegenstander uitslag   | tegenstander uitslag | tegenstander uitslag | tegenstander uitslag | tegenstander uitslag | tegenstander uitslag | rang           |
| ----------------- | --------- | ---------------------- | -------------------- | -------------------- | -------------------- | -------------------- | -------------------- | -------------- |
| Shira Rishony     | −48 kg    | Abuzhakynova V 00 - 01 | niet geplaatst       | niet geplaatst       | niet geplaatst       | niet geplaatst       | niet geplaatst       | niet geplaatst |
| Gefen Primo       | −52 kg    | Jung Y-r W 10 - 00     | Ndiaye W 01 - 00     | Krasniqi V 00 - 01   | niet geplaatst       | Pupp V 00 - 10       | niet geplaatst       | 7              |
| Timna Nelson-Levy | −57 kg    | Kajzer W 01 - 00       | Huh V 00 - 10        | niet geplaatst       | niet geplaatst       | niet geplaatst       | niet geplaatst       | niet geplaatst |
| Gili Sharir       | −63 kg    | Agbegnenou V 00 - 01   | niet geplaatst       | niet geplaatst       | niet geplaatst       | niet geplaatst       | niet geplaatst       | niet geplaatst |
| Maya Goshen       | −70 kg    | Ögel W 10 - 00         | Gahié V 00 - 10      | niet geplaatst       | niet geplaatst       | niet geplaatst       | niet geplaatst       | niet geplaatst |
| Inbar Lanir       | −78 kg    | bye                    | Khüslen W 10 - 00    | Steenhuis W 10 - 00  | Wagner W 10 - 00     | bye                  | Bellandi V 00 - 11   | Zilver         |
| Raz Hershko       | +78 kg    | bye                    | Kamps W 10 - 00      | Žabić W 10 - 00      | Özdemir W 10 - 00    | bye                  | Souza V 00 - 10      | Zilver         |

Gemengd
| atleten | onderdeel | eerste ronde         | tweede ronde         | kwartfinale          | halve finale         | herkansing           | finale / BM          | finale / BM    |
| atleten | onderdeel | tegenstander uitslag | tegenstander uitslag | tegenstander uitslag | tegenstander uitslag | tegenstander uitslag | tegenstander uitslag | rang           |
| --- | --------- | -------------------- | -------------------- | -------------------- | -------------------- | -------------------- | -------------------- | -------------- |
| Yam Wolczak Baruch Shmailov Tohar Butbul Sagi Muki Peter Paltchik Shira Rishony Gefen Primo Timna Nelson-Levy Gili Sharir Maya Goshen Inbar Lanir Raz Hershko | team      | Mongolië W 4 - 3     | Frankrijk V 0 - 4    | niet geplaatst       | niet geplaatst       | niet geplaatst       | niet geplaatst       | niet geplaatst |

### Paardensport

#### Jumping
| ruiter                               | paard                              | onderdeel   | kwalificatie | kwalificatie | finale         | finale         | finale         |
| ruiter                               | paard                              | onderdeel   | strafpunten  | rang         | strafpunten    | tijd           | rang           |
| ------------------------------------ | ---------------------------------- | ----------- | ------------ | ------------ | -------------- | -------------- | -------------- |
| Daniel Bluman                        | Ladriano Z                         | individueel | opgave       | opgave       | niet geplaatst | niet geplaatst | niet geplaatst |
| Robin Muhr                           | Galaxy HM                          | individueel | 8            | 42           | niet geplaatst | niet geplaatst | niet geplaatst |
| Isabella Russekoff                   | C Vier 2                           | individueel | 20           | 64           | niet geplaatst | niet geplaatst | niet geplaatst |
| Daniel Bluman Ashlee Bond Robin Muhr | Ladriano Z Donatello 141 Galaxy HM | team        | 20           | 9 Q          | 33             | 157,45         | 9              |

### Schermen
Mannen
| atleet         | onderdeel | eerste ronde         | tweede ronde         | derde ronde          | kwartfinale          | halve finale         | finale / BM          | finale / BM    |
| atleet         | onderdeel | tegenstander uitslag | tegenstander uitslag | tegenstander uitslag | tegenstander uitslag | tegenstander uitslag | tegenstander uitslag | rang           |
| -------------- | --------- | -------------------- | -------------------- | -------------------- | -------------------- | -------------------- | -------------------- | -------------- |
| Yuval Freilich | degen     | bye                  | Santarelli V 13 - 15 | niet geplaatst       | niet geplaatst       | niet geplaatst       | niet geplaatst       | niet geplaatst |

### Schietsport
Mannen
| atleet         | onderdeel        | kwalificaties | kwalificaties | finale         | finale         |
| atleet         | onderdeel        | punten        | rang          | punten         | rang           |
| -------------- | ---------------- | ------------- | ------------- | -------------- | -------------- |
| Sergey Richter | 10 m luchtgeweer | 626,4         | 33            | niet geplaatst | niet geplaatst |

### Surfen
Vrouwen
| Atleet      | Onderdeel | Ronde 1 | Ronde 1 | Ronde 2                           | Ronde 3               | Kwartfinale          | Halve finale         | Finale / BM          | Finale / BM    |
| Atleet      | Onderdeel | Score   | Rang    | Tegenstander Uitslag              | Tegenstander Uitslag  | Tegenstander Uitslag | Tegenstander Uitslag | Tegenstander Uitslag | Rang           |
| ----------- | --------- | ------- | ------- | --------------------------------- | --------------------- | -------------------- | -------------------- | -------------------- | -------------- |
| Anat Lelior | vrouwen   | 5,43    | 2 R2    | Gonzalez-Etxabarri W 11,00 - 2,80 | Wright V 7,74 - 11,10 | niet geplaatst       | niet geplaatst       | niet geplaatst       | niet geplaatst |

### Synchroonzwemmen
| atlete                        | onderdeel | technische routine | technische routine | vrije routine | vrije routine             | vrije routine | acrobatische routine | acrobatische routine                    | acrobatische routine |
| atlete                        | onderdeel | punten             | rang               | punten        | totaal (technisch + vrij) | rang          | punten               | totaal (technisch + vrij + acrobatisch) | rang                 |
| ----------------------------- | --------- | ------------------ | ------------------ | ------------- | ------------------------- | ------------- | -------------------- | --------------------------------------- | -------------------- |
| Shelly Bobritsky Ariel Nassee | duet      | 243,0666           | 9                  | 239,3416      | 482,4082                  | 11            | n.v.t.               | n.v.t.                                  | n.v.t.               |

### Taekwondo
Vrouwen
| atleet          | onderdeel | kwalificatie         | eerste ronde         | kwartfinale          | halve finale         | herkansing           | finale / BM          | finale / BM    |
| atleet          | onderdeel | tegenstander uitslag | tegenstander uitslag | tegenstander uitslag | tegenstander uitslag | tegenstander uitslag | tegenstander uitslag | rang           |
| --------------- | --------- | -------------------- | -------------------- | -------------------- | -------------------- | -------------------- | -------------------- | -------------- |
| Avishag Semberg | -49 kg    | bye                  | Abu Talib V 1 - 2    | niet geplaatst       | niet geplaatst       | niet geplaatst       | niet geplaatst       | niet geplaatst |

### Triatlon
Individueel
| Atleet        | Evenement | Zwemmen(1.5 km) | Wissel 1 | Fietsen (40 km) | Wissel 2 | Lopen(10 km) | Totaal Tijd | Ranking |
| ------------- | --------- | --------------- | -------- | --------------- | -------- | ------------ | ----------- | ------- |
| Shachar Sagiv | Mannen    | 21.31           | 0,48     | 54.33           | 0,27     | 32.13        | 1.49.32     | 37      |

### Voetbal

#### Mannen
| Atleten | Discipline | Resultaat | Prestatie |
| --- | ---------- | --------- | --------- |
| Liel Abada Ethan Azoulay Osher Davida Niv Eliasi Ilay Feingold Omri Gandelman Oscar Gloukh Sean Goldberg Noam Ben Harush Or Israelov Stav Lemkin Elad Madmon Omer Nir'on Ayano Preda Roy Revivo Roy Sason Ido Shahar Dor Turgeman Adi Yona | mannen     | 15        | zie onder |

| Groep D |          |             |             |             |             |            |            |            |        |
| #       | Land     | Wedstrijden | Wedstrijden | Wedstrijden | Wedstrijden | Doelpunten | Doelpunten | Doelpunten | Punten |
| #       | Land     | G           | W           | G           | V           | V          | T          | Saldo      | Punten |
| 1       | Japan    | 3           | 3           | 0           | 0           | 7          | 0          | +7         | 9      |
| 2       | Paraguay | 3           | 2           | 0           | 1           | 5          | 7          | -2         | 6      |
| 3       | Mali     | 3           | 0           | 1           | 2           | 1          | 3          | -2         | 1      |
| 4       | Israël   | 3           | 0           | 1           | 2           | 3          | 6          | -3         | 1      |

| groepsfase   |                |                |                |                |                |                |                |
| 24 juli 2024 | 21:00          | Mali           | 1 - 1          | Israël         |                |                |                |
| 27 juli 2024 | 19:00          | Israël         | 2 - 4          | Paraguay       |                |                |                |
| 30 juli 2024 | 21:00          | Israël         | 0 - 1          | Japan          |                |                |                |
|              |                |                |                |                |                |                |                |
| kwartfinale  | niet geplaatst | niet geplaatst | niet geplaatst | niet geplaatst | niet geplaatst | niet geplaatst | niet geplaatst |
|              |                |                |                |                |                |                |                |
| halve finale | niet geplaatst | niet geplaatst | niet geplaatst | niet geplaatst | niet geplaatst | niet geplaatst | niet geplaatst |
|              |                |                |                |                |                |                |                |
| finale       | niet geplaatst | niet geplaatst | niet geplaatst | niet geplaatst | niet geplaatst | niet geplaatst | niet geplaatst |

### Wielersport

#### Baanwielrennen
Keirin
| atleet           | onderdeel       | ronde 1 | herkansing | kwartfinale | halve finale   | finale         |
| atleet           | onderdeel       | rang    | rang       | rang        | rang           | rang           |
| ---------------- | --------------- | ------- | ---------- | ----------- | -------------- | -------------- |
| Mikhail Iakovlev | keirin (mannen) | 1 Q     | bye        | 5           | niet geplaatst | niet geplaatst |

Sprint
| atleet           | onderdeel       | kwalificaties | kwalificaties | ronde 1              | herkansing 1         | ronde 2              | herkansing 2         | ronde 3              | herkansing 3         | kwartfinale          | halve finale         | finale/BM            | finale/BM      |
| atleet           | onderdeel       | tijd          | rang          | tegenstander uitslag | tegenstander uitslag | tegenstander uitslag | tegenstander uitslag | tegenstander uitslag | tegenstander uitslag | tegenstander uitslag | tegenstander uitslag | tegenstander uitslag | rang           |
| ---------------- | --------------- | ------------- | ------------- | -------------------- | -------------------- | -------------------- | -------------------- | -------------------- | -------------------- | -------------------- | -------------------- | -------------------- | -------------- |
| Mikhail Iakovlev | sprint (mannen) | 9,152         | 3 Q           | Sahrom W 9,779       | bye                  | Tjon En Fa W 9,895   | bye                  | Turnbull V 9,741     | Rudyk Awang V 10,020 | niet geplaatst       | niet geplaatst       | niet geplaatst       | niet geplaatst |

#### Mountainbiken
| atleet          | onderdeel              | tijd    | rang |
| --------------- | ---------------------- | ------- | ---- |
| Victor Koretzky | cross-country (mannen) | 1.34.47 | 29   |

#### Wegwielrennen
Mannen
| atleet         | onderdeel    | tijd    | rang |
| -------------- | ------------ | ------- | ---- |
| Itamar Einhorn | wegwedstrijd | 6.39.27 | 62   |

Vrouwen
| atleet           | onderdeel    | tijd    | rang |
| ---------------- | ------------ | ------- | ---- |
| Rotem Gafinovitz | wegwedstrijd | 4.13.42 | 77   |

### Zeilen
Mannen
| atleet       | onderdeel    | voorrondes | voorrondes | voorrondes | voorrondes | voorrondes | voorrondes | voorrondes | voorrondes  | voorrondes  | voorrondes  | voorrondes  | voorrondes  | voorrondes  | voorrondes  | voorrondes  | voorrondes  | voorrondes  | voorrondes  | voorrondes  | voorrondes  | voorrondes | voorrondes | kwartfinale | halve finale(s) | halve finale(s) | halve finale(s) | halve finale(s) | halve finale(s) | halve finale(s) | halve finale(s) | halve finale(s) | finales(s)     | finales(s)     | finales(s)     | finales(s)     | finales(s)     | finales(s)     | finales(s)     | finales(s)     |
| atleet       | onderdeel    | 1          | 2          | 3          | 4          | 5          | 6          | 7          | 8           | 9           | 10          | 11          | 12          | 13          | 14          | 15          | 16          | 17          | 18          | 19          | 20          | tot.       | rang       | kwartfinale | 1               | 2               | 3               | 4               | 5               | 6               | tot.            | rang            | 1              | 2              | 3              | 4              | 5              | 6              | tot.           | rang           |
| ------------ | ------------ | ---------- | ---------- | ---------- | ---------- | ---------- | ---------- | ---------- | ----------- | ----------- | ----------- | ----------- | ----------- | ----------- | ----------- | ----------- | ----------- | ----------- | ----------- | ----------- | ----------- | ---------- | ---------- | ----------- | --------------- | --------------- | --------------- | --------------- | --------------- | --------------- | --------------- | --------------- | -------------- | -------------- | -------------- | -------------- | -------------- | -------------- | -------------- | -------------- |
| Dor Zarka    | Formula Kite | 15         | 3          | DSQ 21     | 9          | 12         | UFD 21     | 13         | geannuleerd | geannuleerd | geannuleerd | geannuleerd | geannuleerd | geannuleerd | geannuleerd | geannuleerd | geannuleerd | n.v.t.      | n.v.t.      | n.v.t.      | n.v.t.      | 52         | 13         | n.v.t.      | niet geplaatst  | niet geplaatst  | niet geplaatst  | niet geplaatst  | niet geplaatst  | niet geplaatst  | niet geplaatst  | niet geplaatst  | niet geplaatst | niet geplaatst | niet geplaatst | niet geplaatst | niet geplaatst | niet geplaatst | niet geplaatst | niet geplaatst |
| Tom Reuveney | IQFoil       | 8          | 13         | 5          | 3          | 3          | 4          | BFD 25     | 3           | 5           | 13          | 14          | 4           | 2           | geannuleerd | geannuleerd | geannuleerd | geannuleerd | geannuleerd | geannuleerd | geannuleerd | 63         | 2 Q        | bye         | n.v.t.          | n.v.t.          | n.v.t.          | n.v.t.          | n.v.t.          | n.v.t.          | n.v.t.          | 2 Q             | n.v.t.         | n.v.t.         | n.v.t.         | n.v.t.         | n.v.t.         | n.v.t.         | n.v.t.         | Goud           |

| atleet               | onderdeel | race | race | race | race | race | race | race | race | race        | race        | race   | race   | race           | netto punten | eindnotering |
| atleet               | onderdeel | 1    | 2    | 3    | 4    | 5    | 6    | 7    | 8    | 9           | 10          | 11     | 12     | M              | netto punten | eindnotering |
| -------------------- | --------- | ---- | ---- | ---- | ---- | ---- | ---- | ---- | ---- | ----------- | ----------- | ------ | ------ | -------------- | ------------ | ------------ |
| Omer Vered Vilenchik | ILCA 7    | 38   | 3    | 7    | 40   | 36   | 37   | 20   | 25   | geannuleerd | geannuleerd | n.v.t. | n.v.t. | niet geplaatst | 166          | 30           |

Vrouwen
| atleet        | onderdeel    | voorrondes | voorrondes | voorrondes | voorrondes | voorrondes | voorrondes | voorrondes  | voorrondes  | voorrondes  | voorrondes  | voorrondes  | voorrondes  | voorrondes  | voorrondes  | voorrondes  | voorrondes  | voorrondes  | voorrondes  | voorrondes  | voorrondes  | voorrondes | voorrondes | kwartfinale | halve finale(s) | halve finale(s) | halve finale(s) | halve finale(s) | halve finale(s) | halve finale(s) | halve finale(s) | halve finale(s) | finales(s)     | finales(s)     | finales(s)     | finales(s)     | finales(s)     | finales(s)     | finales(s)     | finales(s) |
| atleet        | onderdeel    | 1          | 2          | 3          | 4          | 5          | 6          | 7           | 8           | 9           | 10          | 11          | 12          | 13          | 14          | 15          | 16          | 17          | 18          | 19          | 20          | tot.       | rang       | kwartfinale | 1               | 2               | 3               | 4               | 5               | 6               | tot.            | rang            | 1              | 2              | 3              | 4              | 5              | 6              | tot.           | rang       |
| ------------- | ------------ | ---------- | ---------- | ---------- | ---------- | ---------- | ---------- | ----------- | ----------- | ----------- | ----------- | ----------- | ----------- | ----------- | ----------- | ----------- | ----------- | ----------- | ----------- | ----------- | ----------- | ---------- | ---------- | ----------- | --------------- | --------------- | --------------- | --------------- | --------------- | --------------- | --------------- | --------------- | -------------- | -------------- | -------------- | -------------- | -------------- | -------------- | -------------- | ---------- |
| Gal Zukerman  | Formula Kite | 10         | 9          | 10         | 11         | 5          | 11         | geannuleerd | geannuleerd | geannuleerd | geannuleerd | geannuleerd | geannuleerd | geannuleerd | geannuleerd | geannuleerd | geannuleerd | n.v.t.      | n.v.t.      | n.v.t.      | n.v.t.      | 45         | 10 Q       | 3           | geannuleerd     | geannuleerd     | geannuleerd     | geannuleerd     | geannuleerd     | geannuleerd     | geannuleerd     | 3               | niet geplaatst | niet geplaatst | niet geplaatst | niet geplaatst | niet geplaatst | niet geplaatst | niet geplaatst | 8          |
| Sharon Kantor | IQFoil       | DSQ 25     | 6          | 10         | 1          | 1          | 3          | 4           | 2           | 15          | 1           | 2           | 6           | 2           | 11          | geannuleerd | geannuleerd | geannuleerd | geannuleerd | geannuleerd | geannuleerd | 49         | 2 Q        | bye         | n.v.t.          | n.v.t.          | n.v.t.          | n.v.t.          | n.v.t.          | n.v.t.          | n.v.t.          | 1 Q             | n.v.t.         | n.v.t.         | n.v.t.         | n.v.t.         | n.v.t.         | n.v.t.         | n.v.t.         | Zilver     |

| atlete     | onderdeel | race | race | race | race | race | race | race | race | race | race        | race   | race   | race           | netto punten | eindnotering |
| atlete     | onderdeel | 1    | 2    | 3    | 4    | 5    | 6    | 7    | 8    | 9    | 10          | 11     | 12     | M              | netto punten | eindnotering |
| ---------- | --------- | ---- | ---- | ---- | ---- | ---- | ---- | ---- | ---- | ---- | ----------- | ------ | ------ | -------------- | ------------ | ------------ |
| Shai Kakon | ILCA 6    | 22   | 33   | 12   | 7    | 31   | 34   | 25   | 10   | 19   | geannuleerd | n.v.t. | n.v.t. | niet geplaatst | 158          | 24           |

Gemengd
| atlete                 | onderdeel | race | race | race | race | race | race | race | race | race        | race        | race   | race   | race | netto punten | eindnotering |
| atlete                 | onderdeel | 1    | 2    | 3    | 4    | 5    | 6    | 7    | 8    | 9           | 10          | 11     | 12     | M    | netto punten | eindnotering |
| ---------------------- | --------- | ---- | ---- | ---- | ---- | ---- | ---- | ---- | ---- | ----------- | ----------- | ------ | ------ | ---- | ------------ | ------------ |
| Noa Lasri Nitai Hasson | 470       | 10   | 7    | 18   | 9    | 8    | 2    | 7    | 14   | geannuleerd | geannuleerd | n.v.t. | n.v.t. | 10   | 67           | 7            |

### Zwemmen
Mannen
| atleet                                                          | onderdeel          | series     | series | halve finale   | halve finale   | finale         | finale         |
| atleet                                                          | onderdeel          | tijd       | rang   | tijd           | rang           | tijd           | rang           |
| --------------------------------------------------------------- | ------------------ | ---------- | ------ | -------------- | -------------- | -------------- | -------------- |
| Meiron Cheruti                                                  | 50 m vrije slag    | 21,88      | 10 Q   | 21,91          | 13             | niet geplaatst | niet geplaatst |
| Martin Kartavi                                                  | 50 m vrije slag    | 22,01      | 19     | niet geplaatst | niet geplaatst | niet geplaatst | niet geplaatst |
| Tomer Frankel                                                   | 100 m vrije slag   | 48,66      | 21     | niet geplaatst | niet geplaatst | niet geplaatst | niet geplaatst |
| Tomer Frankel                                                   | 100 m vlinderslag  | 51,94      | 21     | niet geplaatst | niet geplaatst | niet geplaatst | niet geplaatst |
| Gal Cohen Groumi                                                | 100 m vlinderslag  | 51,30      | 10 Q   | 51,48          | 12             | niet geplaatst | niet geplaatst |
| Denis Loktev                                                    | 200 m vrije slag   | 1.47,01    | 14 Q   | 1.47,93        | 16             | niet geplaatst | niet geplaatst |
| Adam Maraana                                                    | 100 m rugslag      | 54,61      | 28     | niet geplaatst | niet geplaatst | niet geplaatst | niet geplaatst |
| David Gerchik                                                   | 200 m rugslag      | 1.58,79    | 22     | niet geplaatst | niet geplaatst | niet geplaatst | niet geplaatst |
| Ron Polonsky                                                    | 100 m schoolslag   | 1.00,00 NR | 16 Q   | 1.00,37        | 16             | niet geplaatst | niet geplaatst |
| Ron Polonsky                                                    | 200 m wisselslag   | 1.58,30    | =7 Q   | 1.58,89        | 12             | niet geplaatst | niet geplaatst |
| Tomer Frankel Gal Cohen Groumi Denis Loktev Alexey Glivinskiy   | 4x100 m vrije slag | 3.15,41    | 14     | n.v.t.         | n.v.t.         | niet geplaatst | niet geplaatst |
| Bar Soloveychik Eitan Ben Shitrit Gal Cohen Groumi Denis Loktev | 4x200 m vrije slag | 7.08,43 NR | =8 Q   | n.v.t.         | n.v.t.         | 7.10,22        | 9              |
| Matan Roditi                                                    | 10km open water    | n.v.t.     | n.v.t. | n.v.t.         | n.v.t.         | 1.57.02,3      | 16             |

Vrouwen
| atleet                                                    | onderdeel         | series  | series | halve finale   | halve finale   | finale         | finale         |
| atleet                                                    | onderdeel         | tijd    | rang   | tijd           | rang           | tijd           | rang           |
| --------------------------------------------------------- | ----------------- | ------- | ------ | -------------- | -------------- | -------------- | -------------- |
| Anastasia Gorbenko                                        | 200 m rugslag     | 2.10,29 | 13 Q   | 2.11,96        | 16             | niet geplaatst | niet geplaatst |
| Anastasia Gorbenko                                        | 100 m schoolslag  | 1.06,22 | 7 Q    | terugtrekking  | terugtrekking  | niet geplaatst | niet geplaatst |
| Anastasia Gorbenko                                        | 200 m wisselslag  | 2.11,53 | 11 Q   | 2.10,32        | 9              | niet geplaatst | niet geplaatst |
| Anastasia Gorbenko                                        | 400 m wisselslag  | 4.41,64 | 10     | n.v.t.         | n.v.t.         | niet geplaatst | niet geplaatst |
| Aviv Barzelay                                             | 100 m rugslag     | 1.02,30 | 25     | niet geplaatst | niet geplaatst | niet geplaatst | niet geplaatst |
| Aviv Barzelay                                             | 200 m rugslag     | 2.10,71 | 18     | niet geplaatst | niet geplaatst | niet geplaatst | niet geplaatst |
| Lea Polonsky                                              | 200 m vrije slag  | 2.00,38 | 19     | niet geplaatst | niet geplaatst | niet geplaatst | niet geplaatst |
| Lea Polonsky                                              | 200 m wisselslag  | 2.17,53 | 28     | niet geplaatst | niet geplaatst | niet geplaatst | niet geplaatst |
| Anastasia Gorbenko Daria Golovaty Ayla Spitz Lea Polonsky | 4x200 m vrijeslag | 7.55,99 | 11     | n.v.t.         | n.v.t.         | niet geplaatst | niet geplaatst |

Gemengd
| atleet                                                        | onderdeel          | series  | series | halve finale | halve finale | finale         | finale         |
| atleet                                                        | onderdeel          | tijd    | rang   | tijd         | rang         | tijd           | rang           |
| ------------------------------------------------------------- | ------------------ | ------- | ------ | ------------ | ------------ | -------------- | -------------- |
| Anastasia Gorbenko Gal Cohen Groumi Ron Polonsky Andrea Murez | 4x100 m wisselslag | 3.45,33 | 10     | n.v.t.       | n.v.t.       | niet geplaatst | niet geplaatst |